# Ондалік
Ондалік (словац. Ondalík) — річка в Словаччині; права притока Ольки довжиною 16.5 км. Протікає в окрузі Вранов-над-Теплою.
Витікає в масиві Ондавська височина на висоті 400 метрів. Протікає територією сіл Пискоровці; Дяпаловці; Рафаївці;  Голчиковці і Гигловці.
Впадає в Ольку на висоті 140.4 метра.